# 看得见风景的房间 (电影)
《看得见风景的房间》（英語：A Room with a View）是一部1985年英国拍摄的电影长片，由露絲·鮑爾·賈華拉（Ruth Prawer Jhabvala）编剧，詹姆士·艾佛利导演，伊斯梅尔·莫香特（Ismail Merchant）监制。
电影是根据爱德华·摩根·福斯特的同名小说改编。

## 主要演员
- 在佛罗伦萨：
  - 瑪姬·史密芙－夏洛特·巴特雷特（Charlotte Bartlett），女伴
  - 海伦娜·博纳姆·卡特－露西·霍尼徹奇（Lucy Honeychurch），夏洛特小姐的表妹和雇主
  - 丹荷·艾略－爱默生先生，英国游客
  - 朱利安·山德斯 - 乔治·爱默生
  - 西蒙·卡羅 - 畢比牧师
  - 派得崔克·哥得費（英语：Patrick Godfrey）－伊格牧师，佛罗伦萨的英国圣公会牧师
  - 茱蒂·丹契－愛蓮娜·拉維許（Eleanor Lavish）, 小说家
- 在英格兰：
  - 丹尼爾·戴-劉易斯－賽西爾·維斯（Cecil Vyse）
  - 鲁珀特·格雷夫斯－佛萊迪·霍尼徹奇（Freddy Honeychurch），露西的弟弟

## 获奖
这部电影获得奥斯卡金像奖数项提名：
- 最佳改编剧本奖（得奖）
- 最佳艺术指导奖（得奖）
- 最佳服装设计奖（得奖）

以及
- 最佳影片奖
- 最佳导演奖
- 最佳男配角奖（Denholm Elliott）
- 最佳女配角奖（Maggie Smith）
- 最佳摄影奖

影片还获得英国电影学院奖最佳影片、最佳女主角（Maggie Smith）、最佳女配角（朱迪·丹琪）、最佳艺术指导和服装设计奖，以及金球奖最佳女配角（Maggie Smith）奖。